# Alex Curling
Pour les articles homonymes, voir Curling (homonymie).
Alex Curling (né à San José le 3 septembre 1908 et mort le 22 août 1987) est un avocat et homme politique d'origine afro-caribéenne. Il est la première personne noire à être élue député de l'Assemblée législative du Costa Rica, dans la période 1953-1958, Curling est connu pour sa défense des Droits de l'Homme et des émigrants.  La Loi 1902 de 1955 fut sa principale création, connue comme "Loi Curling", elle permit la naturalisation des étrangers résidents dans le pays.  
Il fut déclaré Citoyen d'Honneur de la Patrie en 2002.

## Biographie
Curling était descendant d'émigrants jamaïcains.  Orphelin de père dès l'âge de neuf ans, sa mère Maud Curling l'éleva grâce à son commerce de restauration.  Il obtint son diplôme du Lycée du Costa Rica, ainsi que de l'École de Droit de l'Université du Costa Rica. Il exerça le métier d'agent fiscal à Limón, Santa Cruz et Golfito, ainsi que consultant de la Coopérative des Producteurs de Cacao (COOPROCAL) et dirigeant du mouvement des scouts de la province de Limón.
Il se maria avec Nelly Rodríguez Okalegan.  Ami personnel de José Figueres Ferrer, il lui traduisait ses discours de l'espagnol à l'anglais.
Activiste des droits des travailleurs et de la minorité noire, il s'opposa à l'United Fruit Company et influença l'Assemblée nationale Constituante de 1949 pour interdire les recrutements discriminatoires.  Avant l'entrée en vigueur de la Constitution Politique de 1949, les noirs costariciens n'avaient pas le droit de vote ou d'être élus en des postes d'élection populaire.  Après le promulgation de la nouvelle Constitution qui leur attribuait la citoyenneté pleine, Curling a été chef d'action politique du Parti Libération Nationale (fondé par José Figueres Ferrer) à Limón et Siquirres.  Grâce à cela, il fut élu député suppléant en 1953,.  Il substitua activement William Reuben Aguilera ce qui lui permit de promouvoir la "Loi Curling" pour étendre la nationalité costaricienne aux étrangers résidents dans le pays, ainsi que les autres minorités ethniques.